# 望峨台摩崖造像
望峨台摩崖造像位於四川省仁壽縣，文物遺址年代判定為唐代。1961年7月13日公佈為四川省第二批歷史及革命文物保護單位。1980年7月7日四川省重新公佈第一批文物保護單位時因毀壞而註銷。